# Ricardo Piglia

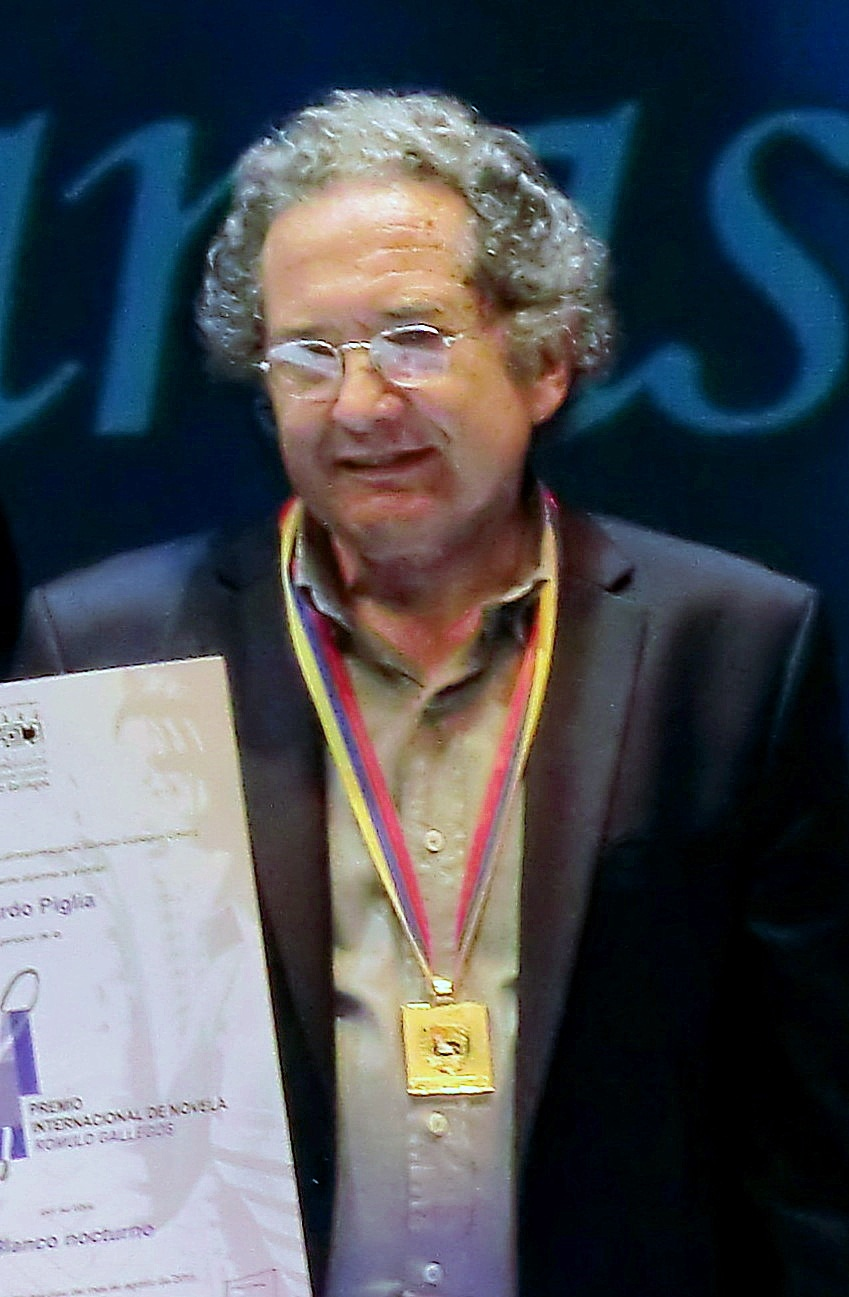
Ricardo Piglia, 2011

Ricardo Piglia (ur. 24 listopada 1941 w Adrogué, zm. 6 stycznia 2017) – argentyński pisarz i scenarzysta filmowy.
Studiował historię na Universidad Nacional de La Plata. Następnie przez 10 lat pracował w wydawnictwie w Buenos Aires, gdzie zajmował się m.in. amerykańskim czarnym kryminałem. Pisać zaczął w drugiej połowie lat 50., debiutował w 1967 zbiorem opowiadań. Opublikował cztery powieści. Pierwsza, Sztuczne oddychanie, ukazała się w 1980. Jeden z jej bohaterów jest wzorowany na Witoldzie Gombrowiczu. Druga jego powieść przetłumaczona na język polski, Spalona forsa, została oparta na rzeczywistych wydarzeniach i relacjonuje kulisy napadu na bank na przedmieściach stolicy Argentyny w 1965.
Piglia był również eseistą i scenarzystą. Był autorem tekstów i tomów poświęconych Argentyńczykom (Roberto Arlt, Borges, Sarmiento, Macedonio Fernández) oraz twórcom zagranicznym. Jako scenarzysta debiutował w latach 90. XX wieku. Na podstawie Spalonej forsy powstał film o tym samym tytule w reżyserii Marcelo Piñeyro.
Był wykładowcą na amerykańskich uniwersytetach Princeton i Harvard. Wśród nagród, którymi uhonorowano jego twórczość znajdują się Premio Casa de las Américas, Premio Planeta Argentina i Premio Rómulo Gallegos (2011, za powieść Blanco nocturno).

## Proza

### Powieści
- Sztuczne oddychanie (Respiración artificial 1980)
- La ciudad ausente (1992)
- Spalona forsa (Plata quemada 1997)
- Blanco nocturno (2010)

### Tomy opowiadań
- La Invasión (1967)
- Nombre Falso (1975)
- Prisión perpetua (1988)
- Cuentos morales (1995)